# Francesco Bruni
Francesco Bruni (Perugia, 9 de marzo de 1943-24 de junio de 2025), fue un historiador de la literatura y lingüista italiano.

## Biografía
Estudia letras en la Universidad de Nápoles, donde es alumno de Salvatore Battaglia. Se gradúa el 5 de julio de 1965 con una tesis sobre filología romance titulada Problemi e discussioni di "Poetica" aristotelica: Sperone Speroni, Benedetto Varchi, Alessandro Piccolomini.
Dicta cátedra de filología romance y de literatura italiana (hasta 1975). En esa época, además, recibe ofertas de la Universidad de Bari y de la Universidad de Salerno.
Tras vencer un concurso en 1975 se le encomienda la cátedra de Historia de la Lengua Italiana en la Universidad de Bari. En 1988 pasa a la Universidad de Verona, a enseñar Historia de la Gramática y de la Lengua Italiana. Finalmente, en 1991 se va a la Università Ca' Foscari de Venecia, donde dicta cátedra de Historia de la Lengua Italiana.
También se ha dedicado directamente a la enseñanza de la lengua italiana en la Universidad para extranjeros de Perugia y, por encargo de la RAI, realizó un video dedicado al aprendizaje de italiano por parte de hablantes de árabe.
Para UTET escribió un manual de historia de la lengua italiana, L'italiano. Elementi di storia della lingua e della cultura. Testi e documenti, 1984, también como volumen del "Grande Dizionario Enciclopedico". Codirige la revista Lingua e stile.
Es socio de la Accademia della Crusca, del Istituto veneto di scienze, lettere ed arti y de la Accademia degli Agiati. 

## Colaboraciones editoriales
- Lexikon des Mittelalters (contribuyente)
- Italian Medieval and Renaissance Texts and Studies, membro del comitato editoriale della collana, diretta da Vincent Moleta (University of Western Australia e pubblicata da Olschki
- "Otto-Novecento ritrovato", collana edita da Liguori, di cui è stato condirettore insieme ad Antonio Palermo
- "Romanica neapolitana", collana editoriale Liguori, di cui è stato condirettore con Alberto Varvaro
- L'italiano nelle regioni, collana Utet
- Storia della lingua italiana, collana della casa editrice Il Mulino, quale direttore

Revistas
- "Rivista italiana di dialettologia" (miembro de la comisión editorial)

## Obras
- Benedetto Croce e la cultura a Napoli nel secondo Ottocento: continuità e rotture, 1902-1915, Gaetano Macchiaroli Editore, 1983
- L'italiano. Elementi di storia della lingua e della cultura. Testi e documenti, UTET, 1984 ISBN 88-02-03808-2
- Testi e chierici del medioevo, Marietti, 1991 ISBN 9788821166211
- (con Giovanni Nencioni), Storia della lingua italiana: la lingua di Manzoni, Il Mulino, 1993 ISBN 9788815041739
- L'Italiano nelle regioni, UTET, 1994 ISBN 9788802048161
- Manuale di scrittura e comunicazione: per la cultura personale, per la scuola, per l'università, Zanichelli, 1997 ISBN 9788808177223
- (con Serena Fornasiero, Silvana Tamiozzo Goldmann), Manuale di scrittura professionale: dal curriculum vitae ai documenti aziendali, Zanichelli, 1997 ISBN 9788808003232
- (con Tommaso Raso), Manuale dell'italiano professionale: teoria e didattica, Zanichelli, 2002 ISBN 9788808032454
- La città divisa: le parti e il bene comune da Dante a Guicciardini, Il Mulino, 2003 ISBN 9788815093745
- L'italiano letterario nella storia, Il Mulino, 2007 ISBN 9788815113757
- Italia. Vita e avventure di un'idea, Il Mulino, 2010 ISBN 9788815139559

- Collana editoriale Presente storico della Fondazione Giorgio Cini: 
  - "Leggiadre donne...": novella e racconto breve in Italia, Vol. 14, Marsilio, 2000 ISBN 9788831775113
  - "Le donne, i cavalier, l'arme, gli amori". Poema e romanzo: la narrativa lunga in Italia, Vol 18, Marsilio, 2001 ISBN 9788831777797
  - La maschera e il volto: il teatro in Italia, Vol. 22, Marsilio, 2002 ISBN 9788808032454
  - In quella parte del libro de la mia memoria: verità e finzioni dell'"io" autobiografico, Vol. 26, Fondazione Giorgio Cini, Marsilio, 2003 ISBN 9788831782906